# Рыковская Новоселка
Рыковская Новоселка — село в Гаврилово-Посадском районе Ивановской области России, входит в состав Осановецкого сельского поселения.

## География
Село расположено на берегу реки Дубенка в 3 км на юг от центра поселения села Осановец и в 8 км на юго-запад от райцентра города Гаврилов Посад.

## История
До 1829 года Новоселка называлась Дубенской, по имени протекающей через нее речки. Новоселка Дубенская в XVII столетии принадлежала вотчиной Суздальскому Покровскому женскому монастырю и во владении этого монастыря оставалась до упразднения населенных монастырский вотчин в 1764 году. Церковь в селе издавна существовала в честь Воскресения Христова, первые сведения о ней находятся в окладных книгах патриаршего казенного приказа 1628 года. В отказных патриарших книгах второй половины XVII столетия церковь Воскресенская значится с приделом — во имя Иоанна Богослова. В 1867 году на средства прихожан в селе построена каменная церковь и освящена в честь Воскресения Христова, в 1868 году в ней сделан теплый придел с престолом во имя святого апостола и евангелиста Иоанна Богослова, в 1870 году построена каменная колокольня. В 1893 году в Новоселке 48 дворов, мужчин — 125, женщин — 150.
В конце XIX — начале XX века село входило в состав Паршинской волости Юрьевского уезда Владимирской губернии.
С 1929 года село входило в состав Загорского сельсовета Гаврилово-Посадского района, с 1954 года — в составе Лычевского сельсовета, с 2005 года — в составе Осановецкого сельского поселения.

## Население
| 1859 | 1905 | 2010 |
| ---- | ---- | ---- |
| 211  | ↗287 | ↘9   |